# Gare de Bénestroff
La gare de Bénestroff est une gare ferroviaire française de la ligne de Réding à Metz-Ville située sur le territoire de la commune de Bénestroff, dans le département de la Moselle, en région Grand Est.
Mise en service en 1881 par la Direction générale impériale des chemins de fer d'Alsace-Lorraine, c'était une importante gare de bifurcation également située sur les lignes aujourd'hui déclassées de Champigneulles à Sarralbe et de Nouvel-Avricourt à Bénestroff. Devenue une simple halte, son ancien bâtiment voyageurs est détruit en 2007.
C'est une halte voyageurs de la Société nationale des chemins de fer français (SNCF), desservie par des trains express régionaux.

## Situation ferroviaire
Établie à 248 mètres d'altitude, la gare de Bénestroff est située au point kilométrique (PK) 101,416 de la ligne de Réding à Metz-Ville, entre les gares ouvertes de Berthelming (s'intercalent les gares fermées de Nébing, Loudrefing et Mittersheim) et de Morhange (s'intercale la gare fermée de Rodalbe - Bermering).
Gare de bifurcation, elle est également l'aboutissement, au PK 34,534, de la ligne de Nouvel-Avricourt à Bénestroff (déclassée et en partie déposée), et elle était aussi située au PK 56,092 de la ligne de Champigneulles à Sarralbe (déclassée et déposée).

## Histoire

### Gare de bifurcation
La gare de Bénestroff, à l'époque « Bensdorf », est mise en service le 1er novembre 1881 par la Direction générale impériale des chemins de fer d'Alsace-Lorraine, lorsqu'elle ouvre à l'exploitation la ligne de Château-Salins à Sarralbe. Elle est édifiée sur le nœud ferroviaire créé par le croisement avec la ligne de Rémilly à Sarrebourg. La gare prend encore de l'importance avec l'ouverture, en 1882, de la ligne de Dieuze à Bénestroff.
Le 19 juin 1919, la gare entre dans le réseau de l'Administration des chemins de fer d'Alsace et de Lorraine (AL), à la suite de la victoire française lors de la Première Guerre mondiale. Puis, le 1er janvier 1938, cette administration d'État forme avec les autres grandes compagnies la SNCF, qui devient concessionnaire des installations ferroviaires de Bénestroff. Cependant, après l'annexion allemande de l'Alsace-Lorraine, c'est la Deutsche Reichsbahn qui gère la gare pendant la Seconde Guerre mondiale, du 1er juillet 1940 jusqu'à la Libération (en 1944 – 1945).
Le service voyageurs vers Moussey est fermé le 8 décembre 1958. Le 28 septembre 1969 puis le 31 mai 1970, ce sont les lignes vers Château-Salins et Sarralbe qui sont fermées aux voyageurs. Une liaison vers Nancy est néanmoins maintenue jusqu'au 1er mai 1979.

### Dépôt de Bénestroff

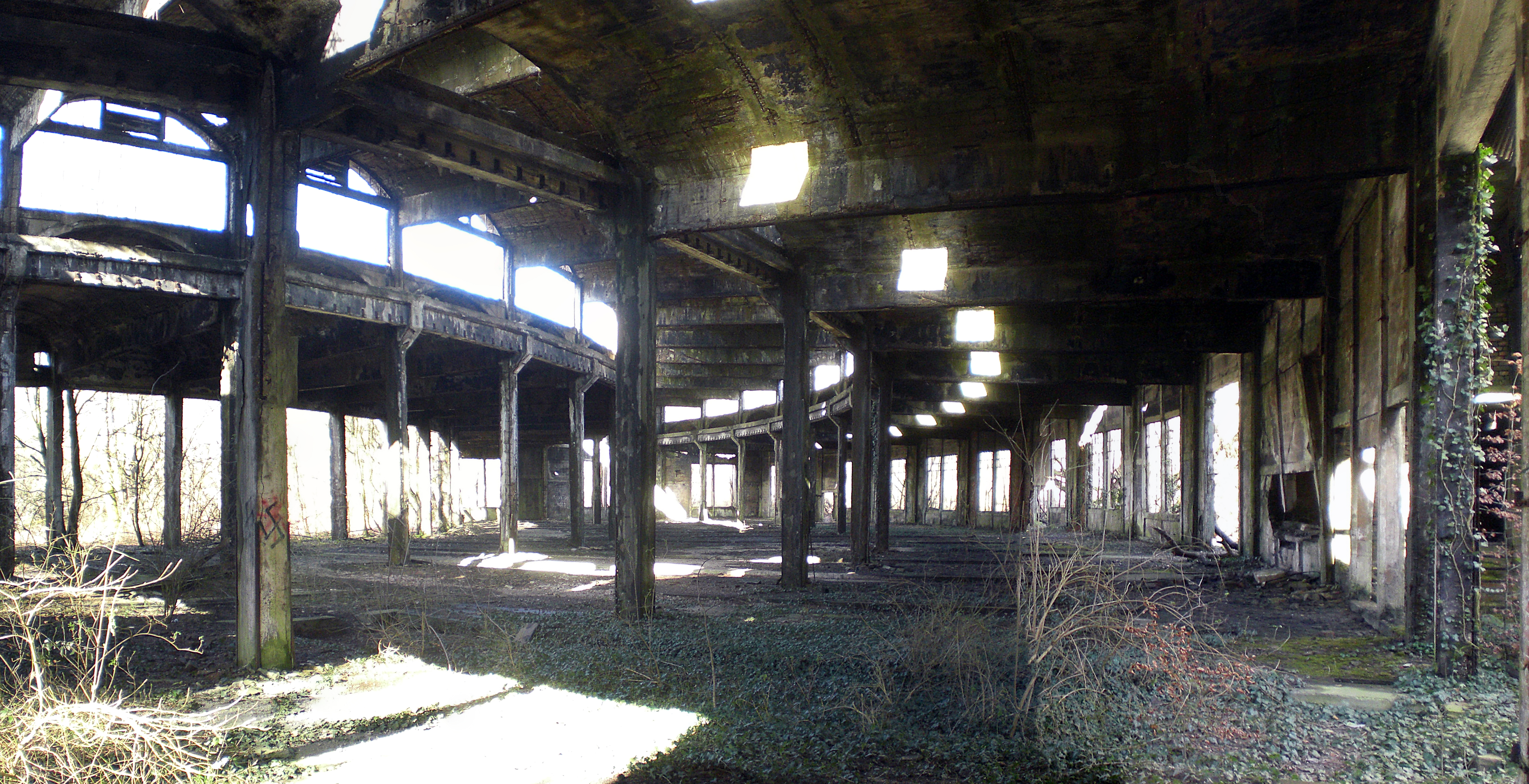
La rotonde, dans son état de 2015.

Bénestroff disposait également d'un important dépôt de locomotives construit vers 1930 dans le cadre de la ligne Maginot. Celui-ci remplace alors l'ancien établissement, qui constituait une annexe de Metz-Sablon.
Malgré sa taille imposante, le dépôt ne comptait dans les années 1930 que six à sept locomotives pour la desserte des lignes locales. En juin 1939, l'effectif du dépôt passe à une quarantaine de locomotives. Une trentaine de machines en provenance de Hargarten - Falck et Forbach sont transférées à Bénestroff en octobre de la même année. Lors de la seconde annexion de l'Alsace-Moselle, Bénestroff devient un point stratégique pour l'acheminement des troupes allemandes vers la France occupée.
Dès la fin de la Seconde Guerre mondiale, le dépôt de Bénestroff perd de son importance et l'effectif retombe à sept locomotives. Le site sert ensuite de relais pour les engins de passage, avant d'être définitivement fermé en 1956.
En 2015, l'ancienne rotonde, en ruines, existe toujours.

### Halte voyageurs SNCF
Le poste d'aiguillage de Bénestroff est fermé le 22 octobre 2006 à la suite de la mise en service du nouveau poste d'aiguillage informatisé de Rémilly.
L'imposant bâtiment voyageurs de la gare, à l'architecture caractéristique Alsace-Lorraine, désaffecté, est démantelé dans la nuit du 31 octobre au 1er novembre 2007. Il est ensuite détruit le 10 novembre 2007. La gare devient une simple halte.

## Fréquentation
De 2015 à 2024, selon les estimations de la SNCF, la fréquentation annuelle de la gare s'élève aux nombres indiqués dans le tableau ci-dessous.
| Année     | 2015  | 2016  | 2017  | 2018  | 2019   | 2020  | 2021  | 2022   | 2023   | 2024   |
| --------- | ----- | ----- | ----- | ----- | ------ | ----- | ----- | ------ | ------ | ------ |
| Voyageurs | 7 232 | 7 830 | 8 829 | 9 158 | 11 223 | 7 919 | 8 422 | 10 350 | 15 768 | 17 240 |

## Service des voyageurs

### Accueil
Halte SNCF, c'est un point d'arrêt non géré (PANG) à accès libre.

### Desserte
Bénestroff est desservie par des trains régionaux du réseau TER Grand Est, sur la relation Metz-Ville – Sarrebourg.

### Intermodalité
Le stationnement des véhicules est possible à proximité de l'entrée de la halte.
En remplacement d'une desserte ferroviaire, des cars TER assurent la relation Morhange - Sarrebourg (ligne 22). Ils ne desservent pas la gare mais l'arrêt « Bénestroff-Centre » situé au village.